# Onorificenze del Benin
Elenco delle onorificenze e degli ordini di merito e cavallereschi distribuiti dal Benin e dal Dahomey, suo stato predecessore.

## Regno del Dahomey
| Nastro | Onorificenza                 |
| ------ | ---------------------------- |
|        | Ordine della Stella nera     |
|        | Ordine nazionale del Dahomey |

## Repubblica del Benin

### Ordini cavallereschi
| Nastro | Onorificenza                                         |
| ------ | ---------------------------------------------------- |
|        | Ordine nazionale al merito                           |
|        | Ordine nazionale della Repubblica Popolare del Benin |
|        | Ordine al merito sociale                             |
|        | Ordine al merito agricolo                            |

### Medaglie militari e di benemerenza
| Nastro | Onorificenza                                                 |
| ------ | ------------------------------------------------------------ |
|        | Medaglia d'onore                                             |
|        | Medaglia al merito militare                                  |
|        | Medaglia d'onore della polizia                               |
|        | Medaglia della resistenza                                    |
|        | Medaglia dell'esercito della liberazione                     |
|        | Medaglia degli amici della rivoluzione                       |
|        | Medaglia per i feriti in guerra                              |
|        | Medaglia per i martiri della guerra di liberazione nazionale |
|        | Medaglia dell'esercito nazionale popolare                    |
|        | Medaglia dei feriti                                          |
|        | Medaglia dei veterani della rivoluzione                      |